# 埃伯哈德二世 (符騰堡伯爵)
埃伯哈德二世（德語：Eberhard II.，約1320年—1392年3月15日），烏爾里希三世的長子，符騰堡伯爵（1344年—1392年）。埃伯哈德二世在位期間符騰堡領地擴張至門根、伯布林根等城鎮。他的兒子烏爾里希早於他去世，由孫子埃伯哈德三世繼位。

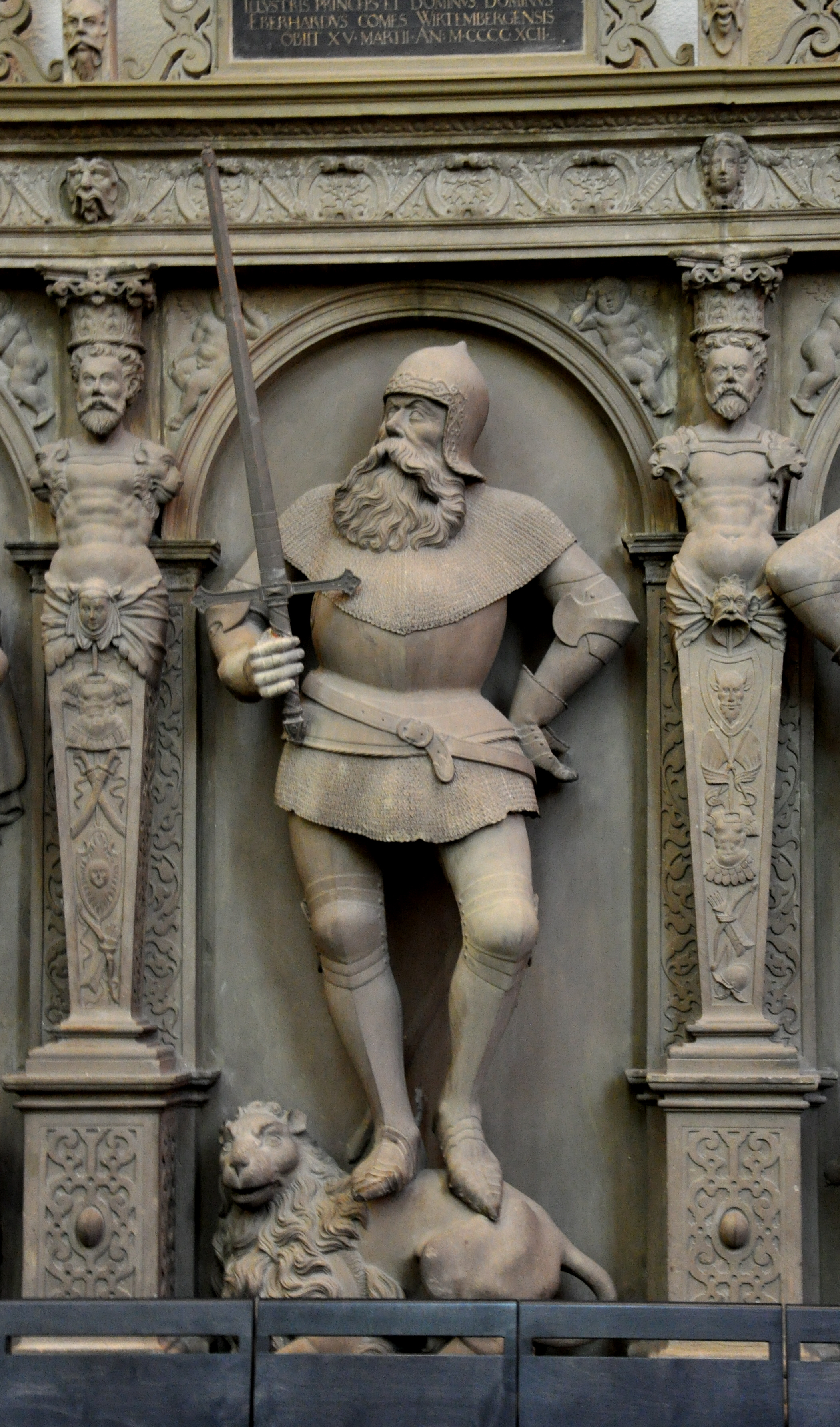
埃伯哈德二世